# Neobisium carcinoides
Neobisium carcinoides es una especie de arácnido del orden Pseudoscorpionida de la familia Neobisiidae.
Presenta las subespecies:
- Neobisium carcinoides balcanicum
- Neobisium carcinoides carcinoides

## Distribución geográfica
Se encuentra en Argelia y en Europa.